# ASC Najaden
Najaden is een Nederlandse handbalvereniging uit het Flevolandse Almere. De club is opgericht op 15 augustus 1978.
De naam van de handbalvereniging verwijst naar Naiaden uit de griekse mythologie. In het seizoen 2020/2021 speelt het eerste herenteam in de regionale eerste klasse.